# Corps Altsachsen Dresden
Das Corps Altsachsen ist ein Corps (Studentenverbindung) im Weinheimer Senioren-Convent (WSC), dem zweitältesten Dachverband deutscher Studentenverbindungen. Das Corps vereint Studenten und Alumni der Technischen Universität Dresden und anderer Hochschulen in Dresden. Die Dresdner Altsachsen stellten vier Rektoren der heutigen TU Dresden und haben in der universitären Geschichte der Stadt zentrale Bedeutung.

## Grundsätze
Im Corps Altsachsen gilt das Toleranzprinzip. Nach Eigenvorgabe zählt nicht, woher man kommt oder woran man glaubt; was zählt, ist wohin man möchte. Das Corps zählt Mitglieder unter anderem aus Belgien, Bolivien, Bulgarien, Deutschland, Eritrea, Frankreich, Italien, Kolumbien, den Niederlanden, Österreich, Russland, der Schweiz, Spanien, Südafrika, und den USA. Die Verbindung nimmt zu allen politischen Themen eine neutrale Haltung ein und vertritt als Personenvereinigung keinerlei politische Richtung. Das einzelne Corpsmitglied kann sich unabhängig davon privat politisch betätigen. Damit bekräftigt das Corps, dass jeder an einer Dresdner Hochschule immatrikulierte männliche Student ungeachtet von Ethnie, Nationalität, Religion und politischer Weltanschauung Mitglied werden kann. Was laut Eigenvorgabe zählt, sind Persönlichkeit und Charakterstärke.
Mitglieder des Corps studieren mit dem akademischen Leistungsprinzip, was bedeutet, dass jedes Vollmitglied einen universitären Abschluss vorweisen muss, um nach Erfüllung seiner Pflichten im Corps in den Altherrenverband der Verbindung aufgenommen zu werden. Dieser als „Philistrierung“ bezeichneter Schritt stellt sicher, dass dem Grundsatz „Wissenschaft und Freundschaft“ genüge getan wurde.
Dem Gesellschaftsprinzip entsprechend wird von jedem Mitglied „angemessenes Auftreten, Anstand, Etikette“ erwartet und bei Bedarf weiter verfeinert. Dies wird unter anderem durch regelmäßige Seminare zum gesellschaftlichen Anstand und angemessenem Gentlemen-Verhalten sowie Übungen im Gesellschaftstanz unterstützt.
Jedes Mitglied dieser pflichtschlagenden Verbindung muss die Herausforderung der Mensur bewältigen. Die Mensur wird als Extremsituation verstanden, in der ein Corpsstudent mit kühlem Kopf einen klaren Standpunkt behält. Die Vorbereitung und Austragung einer solchen dient der Stärkung und Prüfung der Charakters eines jeden Mitglieds, woraus sich die Pflicht zur erfolgreichen Bewältigung mehrerer Mensuren ergibt, bevor ein Vollmitglied den Status eines Alten Herren (Alumnus) erreichen kann.

„Ziel und Zweck der Corps war und ist einzig die Erziehung des Studenten zu einer starken, freien, weltoffenen Persönlichkeit, die nicht durch religiöse, rassische, nationale, wissenschaftliche oder philosophische Grenzen eingeengt wird. Zur Erreichung dieses Zieles dient neben den Instituten des Corpsconventes und der Kneipe auch das Institut der heutigen Bestimmungsmensur, bei der die Fechter von den dazu Beauftragten unter Wahrung möglichst gleicher Ausgangsvoraussetzungen bestimmt werden. […] Diese Übung, die verbunden ist mit der Überwindung der eigenen Angst, mit dem Einsatz für die Corpsgemeinschaft und der damit verbundenen Stärkung des Gemeinschaftsgefühls, dient der Erziehung zur Persönlichkeit genauso wie das Einstecken von Treffern, ohne dabei die Haltung zu verlieren, und die Hinnahme der Mensurbeurteilung durch die eigenen Corpsbrüder.“

Entscheidungen werden im Corps demokratisch und gemeinsam auf regelmäßigen Zusammenkünften, sogenannten Konventen getroffen. Diese Konvente sichern und vermitteln als Meinungsfindungs- und Entscheidungsplattform das Demokratieverständnis und Toleranzprinzip eines jeden Corpsmitgliedes im täglichen Zusammenleben. Beschlüsse werden von allen getragen und vertreten. Konvente fördern und fordern die Fähigkeit klarer Stellungnahme, Kritik positiv an der Sache und nicht der Person zu äußern, sowie selbige entsprechend anzunehmen, um als gewählter Vertreter für die Gemeinschaft Verantwortung tragen zu können.

## Couleur und Wahlspruch
Das Corps ist eine farbentragende Verbindung. Vollmitglieder sind äußerlich am Band in den Verbindungsfarben „grau-wettinergrün-gold mit goldener Perkussion“ zu erkennen. Mitglieder auf Prüfungszeit, Füchse genannt, tragen ein Fuchsenband in „grau-wettinergrün mit goldener Perkussion“.
Die Farben von Altsachsen haben keine – wie sonst üblich – heraldische, sondern eine literarische Vorlage. Sie entstammen dem Zitat aus dem Faust I von Goethe „Grau, teurer Freund, ist alle Theorie, und grün des Lebens goldner Baum.“ (Johann Wolfgang von Goethe: Faust I). Daher auch die heraldisch höchstens in Spanien vorkommende, sonst eher sehr seltene Farbe Grau.
Der Wahlspruch des Corps “Litteris et amicitiae” (deutsch: „Wissenschaft und Freundschaft“) unterstreicht die Verbundenheit der Mitglieder untereinander und zur allgemeinen wie universitären Bildung. Der Waffenspruch “Nil nisi officium” (deutsch: „Nichts, wenn nicht die Pflicht“) bekräftigt, dass jedes Mitglied als Corpsstudent eine Verpflichtung zur Mensur hat, diese aber nicht übertreiben möge. Die Mensur wird als Teil der corpsstudentischen Ausbildung verstanden, nicht jedoch als Zentrum derselbigen.

## Geschichte

Entstehung der Corps in Europa

### Gründung als Verein zur Pflege der freien Rede
Das Corps Altsachsen geht auf den am 31. Oktober 1861 gegründeten Verein zur Pflege der freien Rede in den Räumlichkeiten des Italienischen Dörfchens zurück. Der Initiative des Zivilingenieurs Freiherr Carl von Wagner folgend, beteiligten sich der Geheime Regierungsrat Prof.-Dr.-phil, Dr.-Ing e. h. Theodor Albrecht, Bauinspektor Rudolph Benkert, sowie Finanz- u. Baurat Zivilingenieur Rudolph Reiche-Eisenstuck im Langen Pavillon des Italienischen Dörfchens, welcher „Helbig’s Etablissement“ hieß. Die Verbindung gab sich eine Satzung und war mit einigen Mitgliedern von 1868 an freischlagend, bevor sie im Folgejahr in Akademische Verbindung Polyhymnia umbenannt wurde. Der Wahlspruch „Litteris et amicitiae“ (Wissenschaft und Freundschaft) wurde am 25. Juni 1880 auf Antrag Victor Zeuners’ angenommen. Mit der Formulierung eines Wahlspruchs und der Annahme der Trikolore war der Weg für die Annahme eines eigenen Wappens geebnet.

### Rolle der Altsachsen im Rahmen der Ernennung der Technischen Hochschule Dresden
Mit einer Vielzahl an Geheimen Regierungs- und Lehrräten in ihren Reihen waren Mitglieder der Verbindung in den 1880er Jahren tragend in der Aufwertung des damaligen Polytechnikums zur Hochschule beteiligt: Nach Jahren des Werbens bei der Regierung des sächsischen Bundesstaates, welcher 1871 aus dem Königreich Sachsen gegründet worden war, erfolgte die Ernennung des Königlich-Sächsischen Polytechnikum Dresden zur Königlich-Sächsischen Technischen Hochschule Dresden im Jahre 1890. In diesem Zusammenhang wurde im selben Jahr bei Polyhymnia das akademische Prinzip auf Antrag des Ehrensenators der Technischen Hochschule Dresden, Fritz Zeuner, eingeführt. Fritz Zeuner war der älteste Sohn des Gustav Zeuner, nach welchem heute der Zeuner-Bau der TU Dresden benannt ist. Den maßgeblichen Einfluss bei der Umstellung auf das Wahlrektorat hatte der damalige Professor und letzter Direktor des Polytechnikums Gustav Zeuner. Mit dem Jahr 1900 erhielt die Hochschule zudem das Promotionsrecht und konnte neben regulären auch Ehrenpromotionen an verdienstvolle Wissenschaftler und Unternehmer verleihen. Auch an diesem Schritt hatten Mitglieder des Corps Altsachsen tragenden Anteil. Der erste Ehrenpromovend der Hochschule wurde Friedrich Siemens.

### Gründung der Freischlagende Verbindung Franconia
Mit dem Eintritt einiger Dresdner Verbindungen in Dachverbände und dem Abbruch des „Pauk- und Gruß-Verhältnisses“ mit der „Burschenschaft Cheruscia Dresden“ im Jahre 1899 konnten die anstehenden Mensuren nicht mehr abgedeckt werden. Im Juli 1899 gründeten fünf inaktive Polyhymnier die „Freischlagende Verbindung Franconia“ (später „Corps Franconia Dresden“). Das Startkapital wurde von der AHV der „Freischlagenden Verbindung Polyhymnia Dresden“ gestellt. Die Farben der „Franconia“ waren „grün-weiß-schwarz“. Die „Freischlagende Verbindung Polyhymnia Dresden“ und die „Freischlagende Verbindung Franconia Dresden“ schlossen sich 1900 zum „Dresdner Verbindungs-Cartell“ (D.V.C.) zusammen.

### Beitritt zum Weinheimer Senioren-Convent und Umbenennung in „Corps Altsachsen“
Um seinen Mitgliedern ein stabiles Paukverhältnis garantieren zu können, trat Polyhymnia 1927 in den Weinheimer Senioren-Convent ein und wurde in Corps Altsachsen umbenannt. Die Namensänderung von Polyhymnia in Corps Altsachsen geschah auf Druck des WSC. Viele der ortsansässigen Verbindungen schlossen sich in ähnlicher Form den erstarkenden Dachverbänden an und pflegten von nun an ausschließlich mit deren Mitgliedern Paukverhältnisse.

### Während des Nationalsozialismus
Die studentischen Corps litten in der Zeit des Nationalsozialismus unter der Überwachung durch den NS-Staat. Ereignisse wie das Heidelberger Spargelessen, eine öffentliche Verunglimpfung Adolf Hitlers durch Heidelberger Corpsstudenten, steigerten den Druck der NS-Diktatur auf Studentenverbindungen allgemein und die Corps im Speziellen. Hitler selbst sprach sich am 15. Juli 1935 für den „langsamen Tod“ der Verbindungen aus. In rascher Folge kam es danach zu Verboten und erzwungenen Selbstauflösungen von Verbindungen und ihren Dachverbänden.
Als das Corps Makaria Dresden (hervorgegangen aus dem Mathematisch-Naturwissenschaftlichen Verein Makaria, seit 1929 Corps Makaria im Rudolstädter Senioren-Convent) im Zusammenhang mit steigendem Überwachungsdruck in personellen Schwierigkeiten stand, fusionierte es mit dem Corps Altsachsen 1934 unter Beibehaltung des Namens Corps Altsachsen Dresden. Im Jahr 1936 wurde das Corps Altsachsen schließlich unter dem Druck der Nationalsozialisten zur Selbstauflösung gezwungen. Dieses Schicksal teilten letztendlich alle Verbindungen.

### Rekonstitution in der Nachkriegszeit

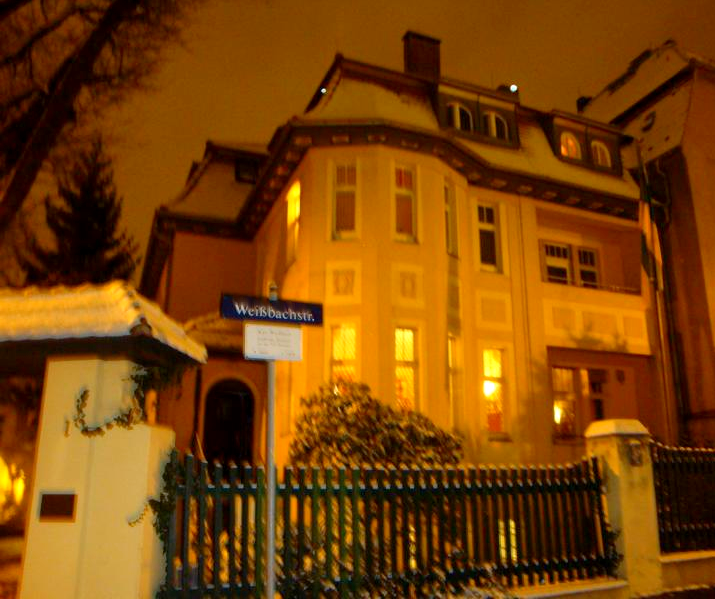
Altsachsenhaus zur Mitternacht im verschneiten Dresden der Adventszeit.

1950 wurde das Corps Altsachsen an der Universität zu Köln rekonstituiert und fusionierte 1953 mit dem Corps Gothia Dresden (gegründet als Gesangverein der Militär-Vetereinärmedizinischen Studenten der Tierärztlichen Hochschule Dresden am 8. Juli 1888, seit 1911 Corps Teutonia, ab 1913 im RSC). Die Altsachsen waren zunächst in Köln-Lindenthal, später in Köln-Marienburg ansässig. Nach dem Fall der Mauer und der Wiedervereinigung Deutschlands kehrte das Corps Altsachsen 1994 mit Hilfe des Blauen Kartells, dem es 1993 beigetreten war, an die Technische Universität Dresden zurück. 1997 bezog die Verbindung ihr neues Corpshaus direkt auf dem Campus der TU Dresden.

## Einbindung
Innerhalb des WSC ist das Corps Altsachsen im Sächsischen SC organisiert, zusammen mit dem Corps Saxo-Borussia Freiberg und dem Corps Teutonia Dresden. Es deckt seine Bestimmungsmensuren vornehmlich im Mitteldeutschen Consenioren-Convent ab, einem Waffenring sächsischer, Hallenser und Jenenser Corps. Als Teil des Blauen Kartells sind die Altsachsen im regen Austausch mit den Corps Berlin, Saxo-Thuringia München sowie Hannoverania Hannover. An Traditionen des Blauen Kartells anknüpfend, unterhält das Corps außerdem freundschaftliche Beziehungen mit dem Corps Marko-Guestphalia Aachen, jedoch ohne ein offizielles Verhältnis.

### Blaues Kartell

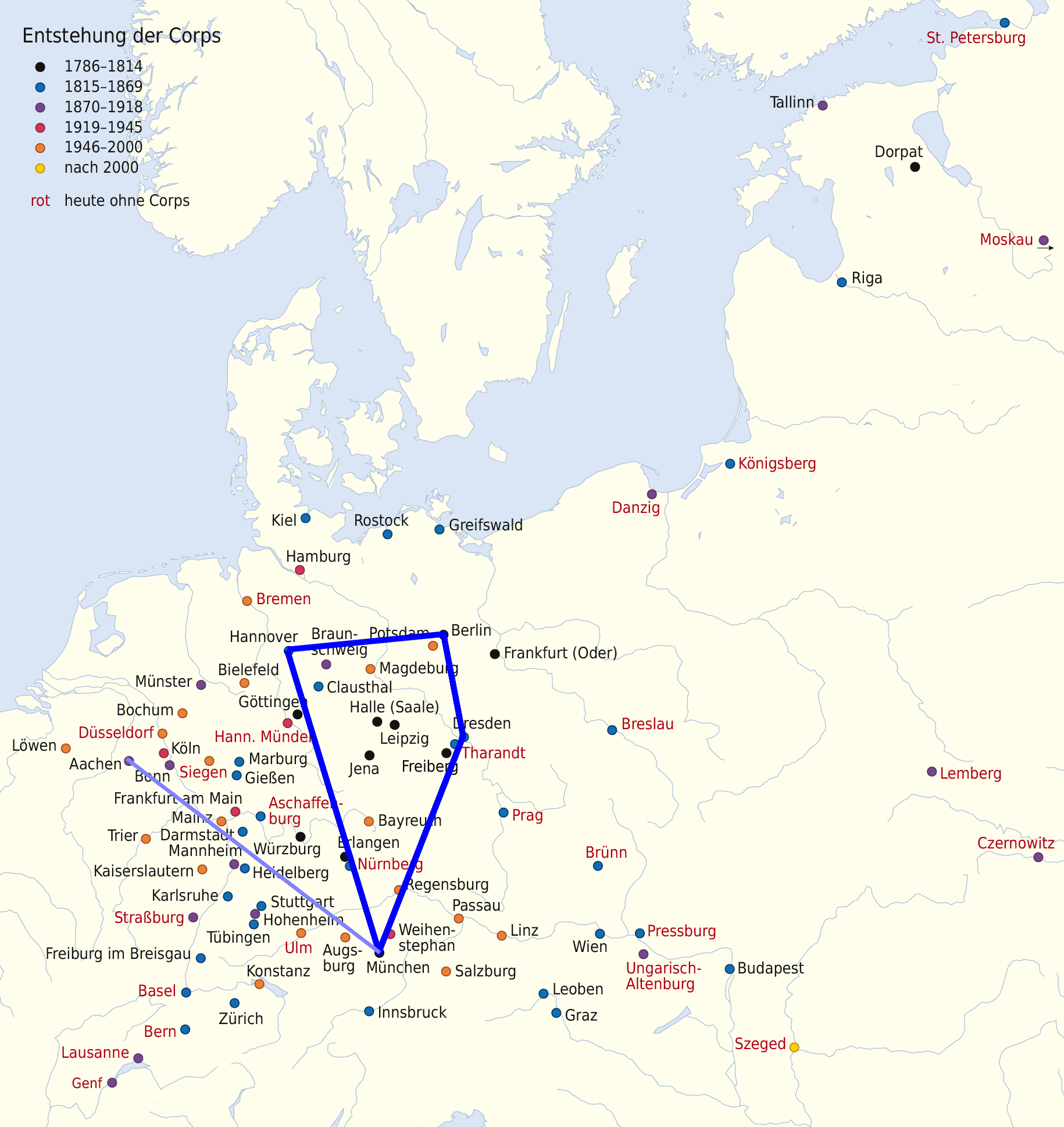
Das Blaue Kartell verbindet Corps in Berlin, Dresden, Hannover und München. Freundschaftliche Beziehungen bestehen mit dem Corps Marko-Guestphalia in Aachen.

Das Blaue Kartell stellt mit seinen vier Mitgliedscorps (Saxo-Thuringia München, Hannoverania Hannover, Altsachsen und dem Corps Berlin) das größte Kartell im Weinheimer Senioren-Convent (WSC) dar.
Seit 1993 Mitglied des Blauen Kartells, verstehen sich die Altsachsen zusammen mit den Mitgliedern der drei weiteren Corps des Blauen Kartells als ein Corps mit unterschiedlichem Hochschulort, verschiedenen Namen und Farben. Die enge Verbundenheit wird in häufigen gegenseitigen Besuchen und gemeinsamen Veranstaltungen, wie beispielsweise regelmäßigen Bällen und Bootspartys gepflegt:

„Entsprechend der beim Abschluss des Kartells abgegebenen Erklärung verstehen sich die Kartellcorps im Sinne der ideellen Zusammengehörigkeit als ein Corps mit jeweils anderem Namen und anderen Farben an einem anderen Hochschulort.“

Den Ursprung des Blauen Kartells stellte die Vertragsschließung am 24. April 1874 zwischen den Landsmannschaften Hannoverania Hannover und Feronia (später
Teutonia) Berlin dar, die beide dem „Berliner SC der veterinärmedizinischen Landsmannschaften“ angehörten. Über die Jahre hinweg schlossen sich dem Kartell an:
- 1875 Hippokratia München (bis zur Zwangsauflösung 1879)
- 1885 Landsmannschaft Nicaria Stuttgart (bis zur Fusion mit Saxo-Thuringia München 1910)
- 1899 Saxo-Thuringia München
- 1900 Albingia Aachen (bis zur Fusion mit Marko-Guestphalia Aachen 1996)
- 1933 Frisia Frankfurt (bis zur erzwungenen Selbstauflösung 1935 aufgrund des Drucks der NS-Diktatur)
- 1993 Altsachsen Dresden
- 2010 Corps Berlin (gegründet aus einer Verschmelzung der Corps Cheruscia Berlin, Rheno-Guestphalia Berlin und Teutonia Berlin)

Mit dem Corps Marko-Guestphalia Aachen unterhält das Blaue Kartell freundschaftliche Beziehungen, die in regelmäßigen Besuchen der Mitgliedscorps in Aachen sowie der Marko-Westfalen in den Städten der Mitgliedscorps münden.

## Bekannte Mitglieder
- Carl Theodor Albrecht (1843–1915), Erdvermessungsastronom
- Paul Assmann (1881–1967), Geologe
- Walther Bolz (1901–1970), Veterinärchirurg
- Ernst Adolf Brauer (1851–1934), Professor für Maschinenbau
- Hans Görges (1859–1946), Rektor der Technischen Hochschule Dresden 1914–1915, Professor für Elektrotechnik, Physiker.
- Enno Heidebroek (1876–1955), Maschinenbau-Ingenieur, Professor für Maschinenelemente, Getriebelehre und Kalkulation und Rektor der Technischen Hochschule Darmstadt, Professor für Maschinenkunde und Fördertechnik und Rektor der Technischen Hochschule Dresden
- Walther Heise, Oberregierungsbaurat und Bauleiter des Erich-Müller-Baus, des Jante-Baus und des Zeuner-Baus der TU Dresden.
- Rudolph Hering (1847–1923), Begründer der modernen Umwelttechnik in den USA
- Hermann Klette (1847–1909), Architekt, königlich-sächsischer Oberbaurat von Dresden
- Heinrich Koch (1873–1945), Oberregierungsbaurat und Bauleiter des Beyer-Baus der TU Dresden sowie des Hauptgebäudes des Sächsischen Hauptstaatsarchivs Dresden
- Martin Johann Krause, Rektor der Technischen Hochschule Dresden 1894–1896 und 1919–1920
- Hans Ludewig (1875–nach 1934), Vorstandsmitglied und technischer Direktor der Chemischen Fabrik v. Heyden
- Siegfried Meurer (1908–1997), Vater des „Flüstermotors“ und Honorarprofessor der Technischen Hochschule Aachen.
- Oskar August Reuther, Rektor der Technischen Hochschule Dresden 1932–1934
- Hermann Immanuel Rietschel (1847–1914), Rektor der Technischen Hochschule Berlin und Begründer der Fachrichtung „Heizungs- und Klimatechnik“ im Maschinenbau
- Malwin Roßberg, Regierungsbaurat und Bauleiter des Fritz-Foerster-Baus sowie des König-Baus der TU Dresden
- Carl Arthur Scheunert (1879–1957), Veterinär, Professor an der Tierärztlichen Hochschule Dresden, an der Landwirtschaftlichen Hochschule Berlin und an der Universität Leipzig, Präsident der Reichsanstalt für Vitaminprüfung und Vitaminforschung, Direktor des Instituts für Ernährung und Verpflegungswissenschaft in Potsdam-Rehbrücke, Begründer der Vitaminforschung in Deutschland (Gothia Dresden)
- Wolf Ekkehard Traebert (1932–2016), Professor für Technikdidaktik
- Heinz Ueberberg (1925–2015), Pathologe, Professor der Universität des Saarlandes in Homburg
- Freiherr Carl von Wagner (1843–1907), Ingenieur der Eisenbahnstrecke durch den Isthmus von Tehuantepec
- Fritz Zeuner, Ehrensenator der Technischen Hochschule Dresden
- Carl Zimmerer (1926–2001), Unternehmensmakler und Unternehmensberater

## Öffentliche Wahrnehmung
Der STURA der TU Dresden beschreibt das Corps Altsachsen als eine der etabliertesten Verbindungen und mit starkem Traditionsbezug in Dresden. Es habe eine tendenziell aristokratischer Haltung und stände für Werte wie das Pflichtschlagen im Verbindungsleben, traditionelle Charakterzüge für ein Corps. Herausragend für das Corps Altsachsen sei zudem, dass es sich vor allem der Erziehung zu gesellschaftlicher Etikette verschrieben hat und dass es bei allen konservativen Traditionen die individuumsbetonende Liberalität nicht zu kurz kommen lässt. Zitat: „Eines der Prinzipien des Corps ist das Gesellschaftsprinzip, nach  welchen [sic!] der Umgang in der Gesellschaft, der „angemessenes Auftreten, Anstand, Etikette“ voraussetzt, erlernt werden sollte.“ und „Für Gentlemen-Verhalten und gesellschaftlichen Anstand bietet das Corps sogar regelmäßige Seminare,  zuletzt mit der Techniker Krankenkasse und dem Verein Deutscher Ingenieure (VDI) an.“
Bereits in einer älteren Veröffentlichung des STURA der TU Dresden wurde das Corps als eine der aktivsten Verbindungen in Dresden beschrieben. So verstehe es die Verbindung, das „Toleranzprinzip“ glaubwürdig umzusetzen und habe internationale Mitglieder. Die Toleranz des Corps Altsachsen ende allerdings, wenn internationale Mitglieder des Corps durch Mitglieder einer weniger freiheitlich denkenden Verbindungen beleidigt würden, was unter anderem zum Hausverbot einer intoleranten Dresdner Verbindung führte. Der zweite Punkt, bei dem das Corps eine unumstössliche Meinung vertrete, sei ein erfolgreiches Studium. Zitat: „Wie bei den meisten Verbindungen hat auch hier die Toleranz Grenzen, wenn es um mangelnden Erfolg beim Studium geht. Als Leistungsprinzip findet dieser Gedanke Eingang in die Grundprinzipien des Corps. Außerdem heißt es dort, dass die Verbindung für „ein gutes und zügiges Studium, das mit einem akademischen Grad abgeschlossen wird“ steht.“